# La Derecha (banda)
La Derecha es un grupo colombiano de rock, representativo del género de música rock alternativo de los años 90 en su país. Fundado a inicios de la década de los 90 en Bogotá, Colombia, decidió disolverse por primera vez en 1997, después de editar dos discos. Posteriormente, se reunieron en 2010 para editar dos discos; se disuelven en 2020, para regresar nuevamente en 2024, con motivo de los 30 años de su primer álbum.

## Historia

### 1990 - 1997: primera etapa
La Derecha nació de la unión de Francisco Nieto (quien había integrado el grupo La Pestilencia) con Josué Duarte (percusionista del conservatorio de la Universidad Nacional de Colombia), Juan Carlos "Chato" Rivas (productor y bajista), Carlos Olarte (realizador de televisión) y el actor Mario Duarte. La banda se concibió desde sus inicios como un proyecto cultural en el que se integraban a la producción musical propuestas escénicas basadas en elementos multimedia. Con esta formación grabaron en 1993 los temas "Alice" y "Contra la pared", los cuales se incluyeron en una recopilación de nuevos grupos colombianos.
Bajo la producción del inglés Richard Blair, presentaron en 1994 su primer larga duración titulado La Derecha, el cual incluía su éxito "Ay qué dolor" y temas ya clásicos como "Laguna Azul", "Sin Catalogar" o "Paraíso Congelado". Este álbum se caracterizaba por la fusión del rock con ritmos latinos, en una propuesta en la que los integrantes del grupo reconocían influencias tan variadas como The Clash. También ese año, el grupo alternó en la presentación que hizo en Bogotá el grupo australiano INXS.
La propuesta musical de La Derecha fue ampliamente reconocida por la comunidad roquera, lo cual le valió ser uno de los grupos más aplaudidos en las primeras versiones del festival Rock al Parque y que su primer álbum fuera distribuido por el sello mexicano de rock Culebra Records mismo que en aquellos años promocionó a 1280 Almas y Aterciopelados.
En 1996 presentaron su segundo trabajo discográfico, Balas de bebé (y otras canciones de cuna) ya sin Panelo (Carlos Esteban Olarte), quien se había retirado del grupo. El primer sencillo de este álbum fue una versión con aire punk de la canción "Sombras" (composición de José María Contursi popularizada por Javier Solís). Sobre esa grabación, el vocalista  Mario Duarte sostuvo:

Grabamos esa canción porque la frase "Quisiera abrir lentamente mis venas" es de lo más punk que se ha escrito en América Latina.

Otros temas muy importantes de este fueron “Si te busco”, “La rubia sideral” y “Nada te va a corromper”, luego de la presentación de su segundo álbum, los miembros de La Derecha se dedicaron a producir un documental sobre la historia del grupo, el cual fue presentado en 1997. Éste incluyó imágenes de conciertos y ensayos, tomas del barrio en que se formó el grupo y las razones por las que decidieron formar una banda. Seguidamente la banda se desintegró por un espacio de 13 años.
Durante la disolución del grupo, Duarte se ha desempeñado en Colombia como actor en producciones como Kalibre 35, Yo soy Betty, la fea (interpretando a Nicolás Mora), La Saga Negocio de familia y La hija del mariachi entre otras. En 2000 presentó Golpe de ala, un trabajo solista que incluyó el éxito "Religiones".

### 2010 - 2019:Polvo eresy segunda separación
En 2010 el grupo se reintegra con Mario Duarte, Francisco Nieto y Juan Carlos "Chato" Rivas  como miembros originales reapareciendo en la escena con su nuevo y bien recibido trabajo Polvo eres, cuyo sencillo de lanzamiento "Emociones" los pone en la escena musical de nuevo. Entre las canciones más destacadas del álbum se incluyen varias versiones, como la de la popular "Tania" de Joe Arroyo, "Ruido" de Joaquín Sabina o "Simulación" de Diomedes Díaz, y otras canciones como "El puñal" y "Siempre buscando", además de una nueva versión de "Cinco Pistolas", tema incluido originalmente en el disco solista de Mario Duarte. Si bien el sonido varió respecto a la última placa la recepción por la crítica y los seguidores fue muy positiva.[cita requerida]
El  16 de julio de 2015 en Armando Music Hall, La Derecha apareció de nuevo en escena con su nueva entrega un EP titulado Árbol torcido, producido de nuevo por Richard Blair y con participación de artistas como Erika Muñoz "Eka", Juan Carlos Puello "El Chongo"  y Edgardo Garcés de Sidestepper. En 2013 emiten un nuevo sencillo, "El puente de los aburridos". Éste no se incluyó en ningún larga duración y durante estos años la banda se limitó a dar algunos conciertos en importantes festivales de rock. En 2018 realizaron la música para el filme Pelucas y Rock & Roll, protagonizado y producido por Mario Duarte, dejando un nuevo tema sin mucha figuración: "Malaya".
La banda anunció su retiro el 12 de septiembre de 2019. Para despedirse de sus fanes realizarán una serie de conciertos que empezará en Nueva York el 20 de septiembre de 2019 y culminará en Bogotá el 28 de noviembre de 2019 y 7 de diciembre de 2019 en el mítico Teatro Jorge Eliécer Gaitán. Durante las gira se confirma su última producción musical "Últimas Funciones" que incluye dos temas nuevos y algunas remezclas de los primeros trabajos de la banda.En octubre de 2020, La Derecha ofrece un concierto virtual, grabado desde el Movistar Arena.

### 2024: Segundo regreso
En 2024, y con motivo de los 30 años de La Derecha, el grupo retomaría su actividad. El disco homónimo se lanzó en plataformas digitales, donde no se encontraba; así mismo, el grupo anunció tres conciertos: dos en el Teatro Astor Plaza de Bogotá y uno en el Teatro Pablo Tobón Uribe de Medellín.
Posteriormente, en septiembre, se publicó también en plataformas digitales Balas de bebé (y otras canciones de cuna), completando la discografía del grupo.
En 2024 se presentarían en el Festival Cordillera, realizado en el Parque Simón Bolívar, así como en el Capital Fest, en el Movistar Arena y el Tortazo Rock en La Media Torta; ya en 2025, participarían de nuevo en el Festival Rock al Parque, tocando en el día de clausura del festival en el escenario principal.

## Integrantes
- Mario Duarte (piano y voz)
- Francisco Nieto (guitarra)
- Juan Carlos "Chato" Rivas (bajo)
- Juan José Peña (teclados)
- Mauricio Montenegro  (batería)
- Josué Duarte (batería)
- Juan Diego Jiménez (batería)
- Carlos Olarte (percusión)

Olarte, también conocido como "Panelo", falleció a mediados de 1996 en un accidente de moto. En su homenaje, el grupo realizó un concierto en el Parque de la Independencia al cual asistieron cerca de tres mil personas.
Luego de la disolución del grupo, Duarte se ha desempeñado en Colombia como actor en producciones como Kalibre 35, Yo soy Betty, la fea (interpretando a Nicolás Mora), La Saga Negocio de familia y La hija del mariachi. En 2000 presentó Golpe de ala, un trabajo solista que incluyó el éxito "Religiones".

## Discografía y videografía

### Álbumes de estudio
- Nuestro rock (recopilación) (BMG/Radioacktiva, 1993)
- La Derecha (BMG/Culebra Records, 1994)
- Balas de bebé (y otras canciones de cuna) (BMG, 1996)
- Polvo Eres (MTM Producciones, 2011)

### EPs
- Árbol torcido (Star-Arsis Entertainment Group, 2015)

### Álbumes recopilatorios
- Últimas funciones (2019)

### Videoclips
- Contra la pared (1992)

- Ay qué dolor (1994)
- Sombras (1996)
- Emociones (2011)
- El puñal (2012)
- Ruido (2013)
- El puente de los aburridos (2013)
- Que Liviano (2015)
- El sol (2016)

### Documentales y cortometrajes
- Cinco años por toda la derecha. Mario Duarte (1997)
- Rock a la carrera (En mi reloj siempre son las 5:15). María Amaral (2000))

## Reconocimientos

### Sencillos
| Publicación   | País     | Trabajo        | Lista                                            | Año  | Puesto |
| ------------- | -------- | -------------- | ------------------------------------------------ | ---- | ------ |
| Subterránica  | Colombia | "Ay que dolor" | Las 100 Mejores Canciones del Rock Colombiano    | 2011 | 1º     |
| Subterránica  | Colombia | "Alice"        | Las 100 Mejores Canciones del Rock Colombiano    | 2011 | 42     |
| Rolling Stone | Colombia | "Ay que dolor" | 50 Grandes Canciones Colombianas                 | 2014 | 2      |
| AutopistaROCK | Colombia | "Ay que dolor" | Las 50 Canciones Más Grandes del Rock Colombiano | 2014 | 7      |